# J. Paul Getty Museum

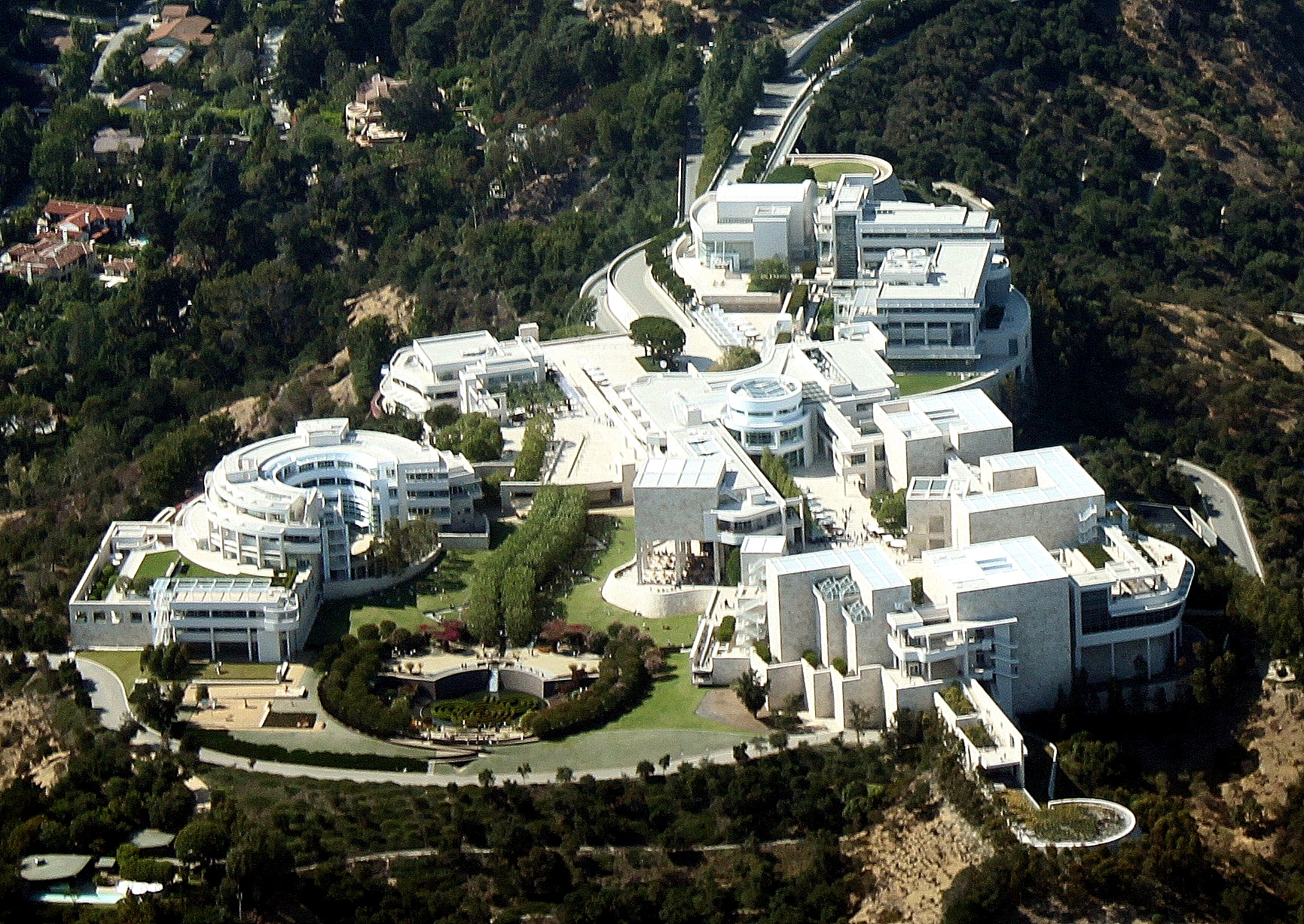
Getty Center

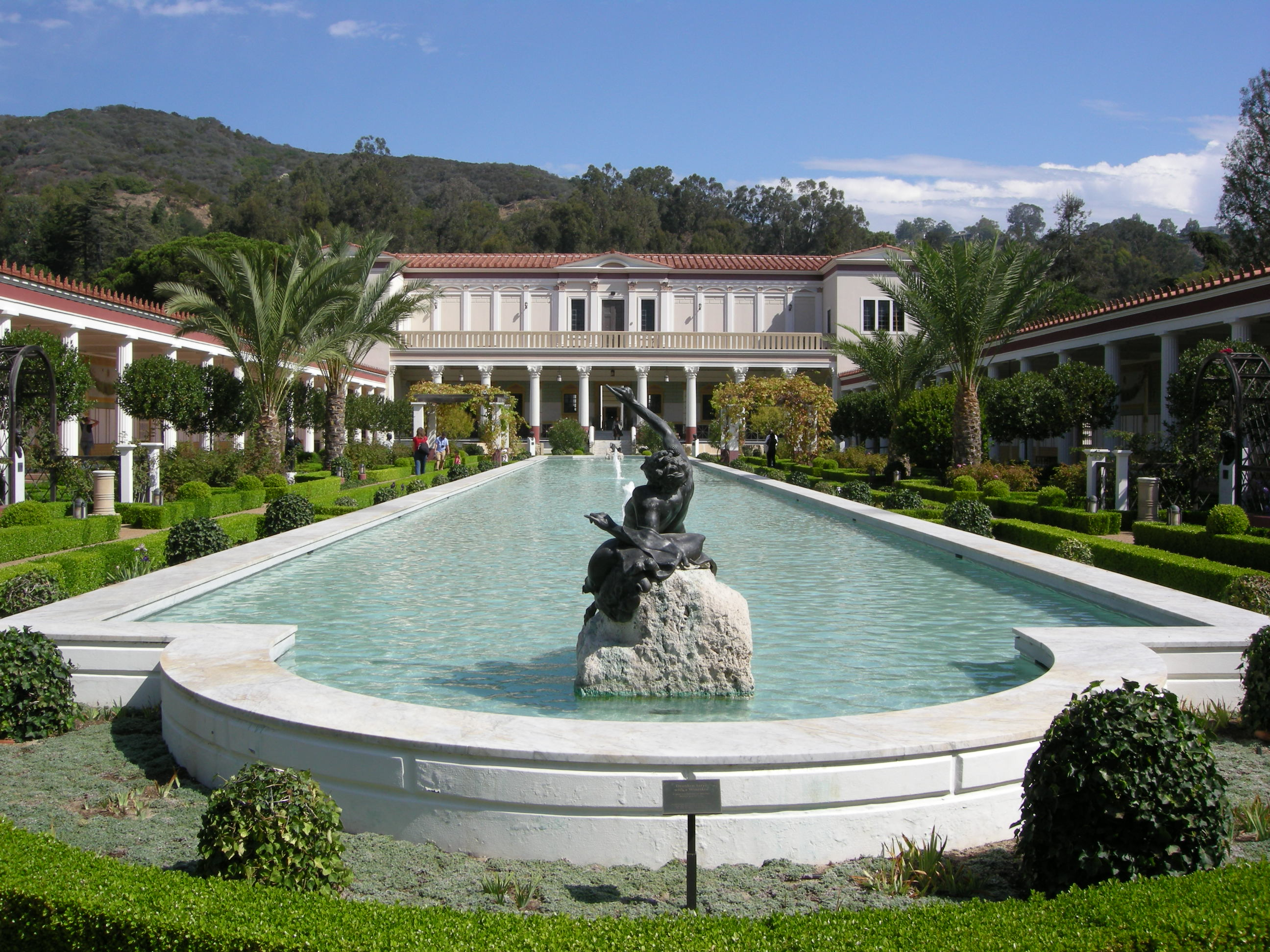
Getty Villa, äußeres Peristyl, großer Gartenhof der Villa

Das The J. Paul Getty Museum ist ein US-amerikanisches Kunstmuseum in Los Angeles mit Standorten in Brentwood (Getty Center) und Pacific Palisades (Getty Villa). Es wird vom J. Paul Getty Trust, der reichsten Kunstinstitution der Welt betrieben. Das Museum geht auf die Privatsammlung des Ölmagnaten J. Paul Getty zurück.

## Geschichte

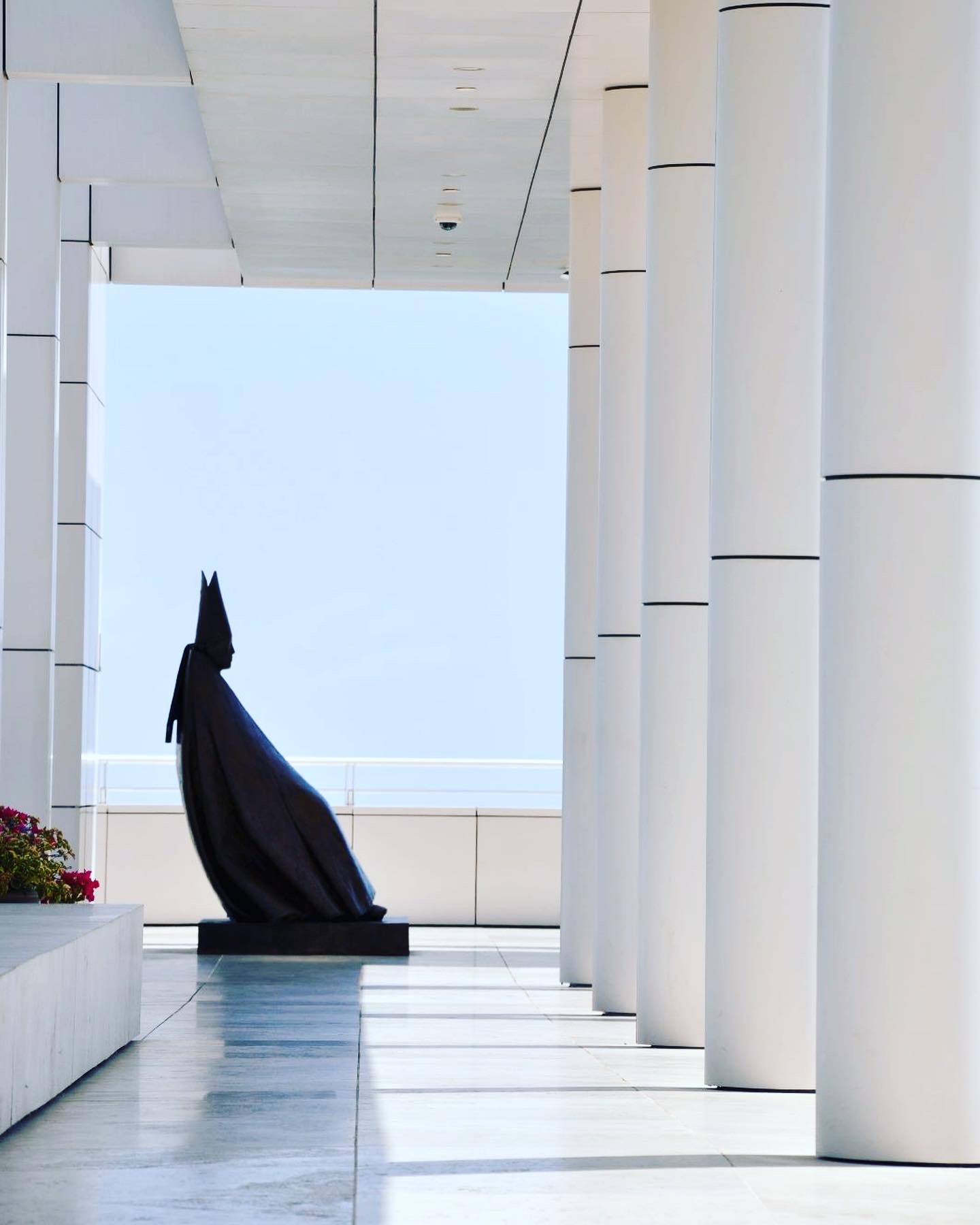
Säulengang und Skulptur im Getty Museum in Los Angeles (2017)

Ein knapp 26 Hektar große Grundstück in Malibu wurde im Jahr 1945 von J. Paul Getty erworben. Neun Jahre später eröffnete er in seinem Ranch House das J. Paul Getty Museum, in dem er seine Kunstsammlung, darunter griechische und römische Antiquitäten, ausstellte. Die ursprüngliche Getty Villa wurde 1968 nach dem Vorbild der Villa dei Papiri, einem römischen Landhaus aus dem ersten Jahrhundert, entworfen. 1974 wurde sie zum neuen Standort des J. Paul Getty Museums.
Getty starb 1976 und hinterließ den Großteil seines Vermögens, darunter Aktien von Getty Oil im Wert von fast 660 Millionen Dollar, dem J. Paul Getty Museum Trust. Es dauerte Jahre, bis die Rechtsstreitigkeiten um das Testament beigelegt waren, aber 1982 erhielt der Trust schließlich das gesamte Erbe Gettys in höhe von 1,2 Milliarden US-Dollar.
Im Jahr 1983, nach einem wirtschaftlichen Abschwung in Westdeutschland, erwarb das Getty Museum 144 illuminierte mittelalterliche Handschriften aus der finanziell angeschlagenen Sammlung Ludwig in Aachen.
Unter der Leitung des Direktors John Walsh zog das Museum 1997 mit dem größten Teil der Sammlung in das von Architekt Richard Meier entworfene Getty Center in Brentwood um. Die Antikensammlung befindet sich seit 2006 wieder im renovierten ursprünglichen Gebäude des Getty Museums in Pacific Palisades, der Getty Villa.

## Sammlung
Das Museum hat sechs Sammlungsbereiche:
- Antiken
- Zeichnungen
- Buchmalerei
- Gemälde
- Photographie
- Skulptur und Kunsthandwerk

## Ausstellungen (Auswahl)
- 2013: Overdrive: L. A. Constructs the Future, 1940–1990[6]